# 極左冒険主義
極左冒険主義（きょくさぼうけんしゅぎ）とは、共産主義者内部の批判用語で、客観的な情勢を無視して目的を実現しようとする急進主義や過激主義を批判する用語。「極左」冒険主義と、「極左」をカッコ書きする場合もある。
ウラジーミル・レーニンが著作「共産主義における左翼小児病」の中で使用し、以後レーニン主義を掲げる党派が、急進主義や過激主義あるいは対立党派を批判する際の常套用語となった。類似の用語には、単に「極左主義」「冒険主義」や、「ブランキ主義」などがある。

## 使用例
レーニン以降の「極左冒険主義」やその類似用語の使用例には以下などがある。
- 1930年、トロツキーはソビエト連邦の経済政策を「官僚的冒険主義」と批判した[1]。
- コミンテルンは、トロツキズムを「極左冒険主義」であり「帝国主義の手先」と批判した。
- 金日成は1931年、著作「極左冒険主義路線を排撃し、革命的組織路線を貫徹しよう」[2]で、「5.30暴動（間島共産党暴動）」を「極左冒険主義的」と批判した[3]。
- 中華人民共和国政府は、民主化運動を「極左冒険主義を助長する」と批判した。
- 日本共産党は、1955年の日本共産党第6回全国協議会で、1950年代の主流派であった所感派による武装闘争路線を「極左冒険主義」と批判した（51年綱領を参照。現在の党は、国際派の系譜とされている）[4][5]。また60年安保では全学連などを「極左冒険主義のトロツキスト集団」と呼び批判した。